# Danegeld
Le danegeld (littéralement « tribut aux Danois ») est le nom donné, à partir du milieu du IXe siècle, au tribut versé par des populations menacées par les Vikings afin que ceux-ci les épargnent. 

## Pratique
Le premier danegeld perçu est attesté en Frise, en 810, après l'arrivée d'une flotte danoise. En 845, Charles II le Chauve paie un tribut aux Vikings afin de protéger la Francie occidentale. En 859, les Slaves versent un tribut aux Varègues.
Le danegeld est pratiqué par les rois d’Angleterre pour dissuader les pillages vikings. En 1009, l’armée de Thorkel le Grand débarque à Sandwich et marche sur Canterbury. Il reçoit 3 000 livres d'argent pour épargner la ville. Après plusieurs tentatives infructueuses contre Londres, les Vikings reviennent à Canterbury en 1011, prennent des otages, dont l’archevêque Aelfheah, et réclament une rançon équivalente. Aelfheah refuse de payer et est exécuté.
En 1012, le roi Æthelred le Malavisé introduit une taxe foncière appelée heregeld pour financer une armée permanente et payer les envahisseurs. Cette taxe annuelle est perçue auprès des propriétaires terriens afin d'assurer la défense du royaume. Les versements au profit de Thorkel permettent d’acheter la paix, bien qu’à un coût financier considérable. Une pierre runique à Lingsberg, en Suède, commémore un certain Ulfrik, deux fois bénéficiaire de danegeld. Les sources anglaises mentionnent neuf danegeld au début du XIe siècle allant de 10 000 livres d'argent en 991 à 82 500 livres d'argent en 1018.
Le heregeld anglais est aboli en 1051 par Édouard le Confesseur et la dernière levée du danegeld est effectuée en 1163.